# Stefan Adamsson
Stefan Adamsson (Skövde, 3 gennaio 1978) è un ex ciclista su strada svedese.

## Palmarès

### Strada
- 1999 (Dilettanti, una vittoria)

2ª tappa Tour de Serbie (Apatin > Zrenjanin)
- 2000 (Crescent, due vittorie)

Scandinavian Race Uppsala
Campionati svedesi, Prova in linea Elite
- 2002 (Team Coast, due vittorie)

Campionati svedesi, Prova in linea Elite

#### Altri successi
- 1997 (Dilettanti)

Östgötaloppet
- 2000 (Crescent)

Skandis GP
Skandisloppet
Västboloppet
- 2002 (Team Coast)

Classifica scalatori Grand Prix Erik Breukink
- 2003 (Team Bianchi)

4ª tappa Cykeltouren
- 2006 (Milram Continental)

Großer Erdinger Preis

## Piazzamenti

### Classiche monumento
- Milano-Sanremo

2003: 157º
- Giro delle Fiandre

2002: 67º
- Parigi-Roubaix

2002: ritirato
2003: ritirato
- Giro di Lombardia

2003: ritirato

### Competizioni mondiali
- Campionati del mondo

Novo Mesto 1996 - In linea Junior: 54º
Plouay 2000 - In linea Under-23: 9º
Zolder 2002 - In linea Elite: 116º
Verona 2004 - In linea Elite: ritirato

### Competizioni europee
- Campionati europei

Kielce 2000 - In linea Under-23: 2º